# توم هاميلتون (سياسي)
توم هاميلتون (بالإنجليزية: Tom Hamilton)‏ هو سياسي بريطاني، ولد في 8 يوليو 1954 في بلفاست في المملكة المتحدة. حزبياً، نشط في حزب ألستر الوحدوي. وقد انتخب عضو الجمعية التشريعية الأولى لأيرلندا الشمالية عن دائرة Strangford (Assembly constituency) ‏ وقد انضم خلال فترته النيابية ‏ (17 يناير 2001 – 28 أبريل 2003) للكتلة البرلمانية حزب ألستر الوحدوي.